# СДЮШОР «Полісся»
СДЮШОР «Полісся» — аматорський футбольний клуб з міста Житомира. Виступав у чемпіонаті ААФУ 2008 року.